# Buciara acmophora
Buciara acmophora är en fjärilsart som beskrevs av  1879. Buciara acmophora ingår i släktet Buciara och familjen nattflyn. Inga underarter finns listade i Catalogue of Life.